# Martin Driever
Martin Driever (* 5. Oktober 1969) ist ein ehemaliger deutscher Footballspieler.

## Laufbahn
Der 1,95 Meter große Tight End spielte in der Football-Bundesliga bei den Düsseldorf Panthern. Darüber hinaus stand er in jeweils zwei Spieljahren bei Mannschaften der World League of American Football (später NFL Europe) unter Vertrag: 1995 und 1996 bei Frankfurt Galaxy, 1997 und 1998 bei Rhein Fire. Mit Frankfurt gewann Driever im Juni 1995 den World Bowl, ein Jahr später stand er mit der Mannschaft erneut im Endspiel der World League of American Football, verlor dort aber gegen die Scottish Claymores. Auch mit Rhein Fire kam er 1997 in den World Bowl, gegen die Barcelona Dragons reichte es jedoch nicht zum Sieg, ehe Driever im Juni 1998 mit der Düsseldorfer Mannschaft das Endspiel gewann und dabei seinen ehemaligen Arbeitgeber Frankfurt Galaxy im Waldstadion schlug.
Mit Deutschlands Nationalmannschaft wurde Driever bei der Europameisterschaft 2000 Zweiter, 2001 dann Europameister.